# Karen Makariani
Karen Makarjan (född 3 mars 1988) är en armenisk-georgisk fotbollsspelare som för närvarande spelar för FK Zestaponi.